# Cine Alexis
El 10 de març de 1954, Modest Castañé i Lloret va obrir un nou cinema, el Cine Alexis, a l'interior del cinema Alexandra. La projecció que va inaugurar el cinema va ser Mosaico en relieve de Norman Mac Laren.
Quasi dos anys després, 1 de desembre de 1955, reobrí com a teatre i s'estrenà amb l'obra Camarada Cupido de Xavier Regàs.
Del gener de 1963 fins al 1969 la sala va romandre tancada per una sentència judicial.
El 21 de novembre de 1969, va reobrir com a sala d'art i assaig i gestionada per Círculo A, sota el nom d'Alexis 143, en honor de l'aforament de la sala. Es va convertir en un cinema clau durant la transició, ja que va projectar una gran quantitat de films de cinema d'autor. Va ser una sala que es va especialitzar en pel·lícules en versió original.
Després d'una reducció d'aforament, passà a 110 butaques, el 2006 va integrar-se com la quarta sala del Cinema Alexandra, fins al tancament de portes el 19 de desembre de 2013.